# Монже (Тарн)
Монже́ (фр. Montgey, окс. Montjuèi) — коммуна во Франции, находится в регионе Юг — Пиренеи. Департамент — Тарн. Входит в состав кантона Лавор-Кокань. Округ коммуны — Кастр.
Код INSEE коммуны — 81179.

## География
Коммуна расположена приблизительно в 600 км к югу от Парижа, в 45 км восточнее Тулузы, в 50 км к югу от Альби.
На востоке коммуны протекает река Сор.

## Климат
Климат умеренно-океанический. Зима мягкая и дождливая, лето жаркое с частыми грозами. Ветры довольно редки.

## Население
Население коммуны на 2010 год составляло 287 человек.
| 1962 | 1968 | 1975 | 1982 | 1990 | 1999 | 2010 |
| ---- | ---- | ---- | ---- | ---- | ---- | ---- |
| 309  | 293  | 212  | 215  | 237  | 223  | 287  |

## Экономика
В 2007 году среди 154 человек в трудоспособном возрасте (15—64 лет) 109 были экономически активными, 45 — неактивными (показатель активности — 70,8 %, в 1999 году было 74,5 %). Из 109 активных работали 101 человек (61 мужчина и 40 женщин), безработных было 8 (3 мужчин и 5 женщин). Среди 45 неактивных 6 человек были учениками или студентами, 22 — пенсионерами, 17 были неактивными по другим причинам.

## Достопримечательности
- Церковь Св. Варфоломея (XV век). Исторический памятник с 1979 года.[4]
- Замок Монже (XV век). Исторический памятник с 1975 года.[5]

## Фотогалерея

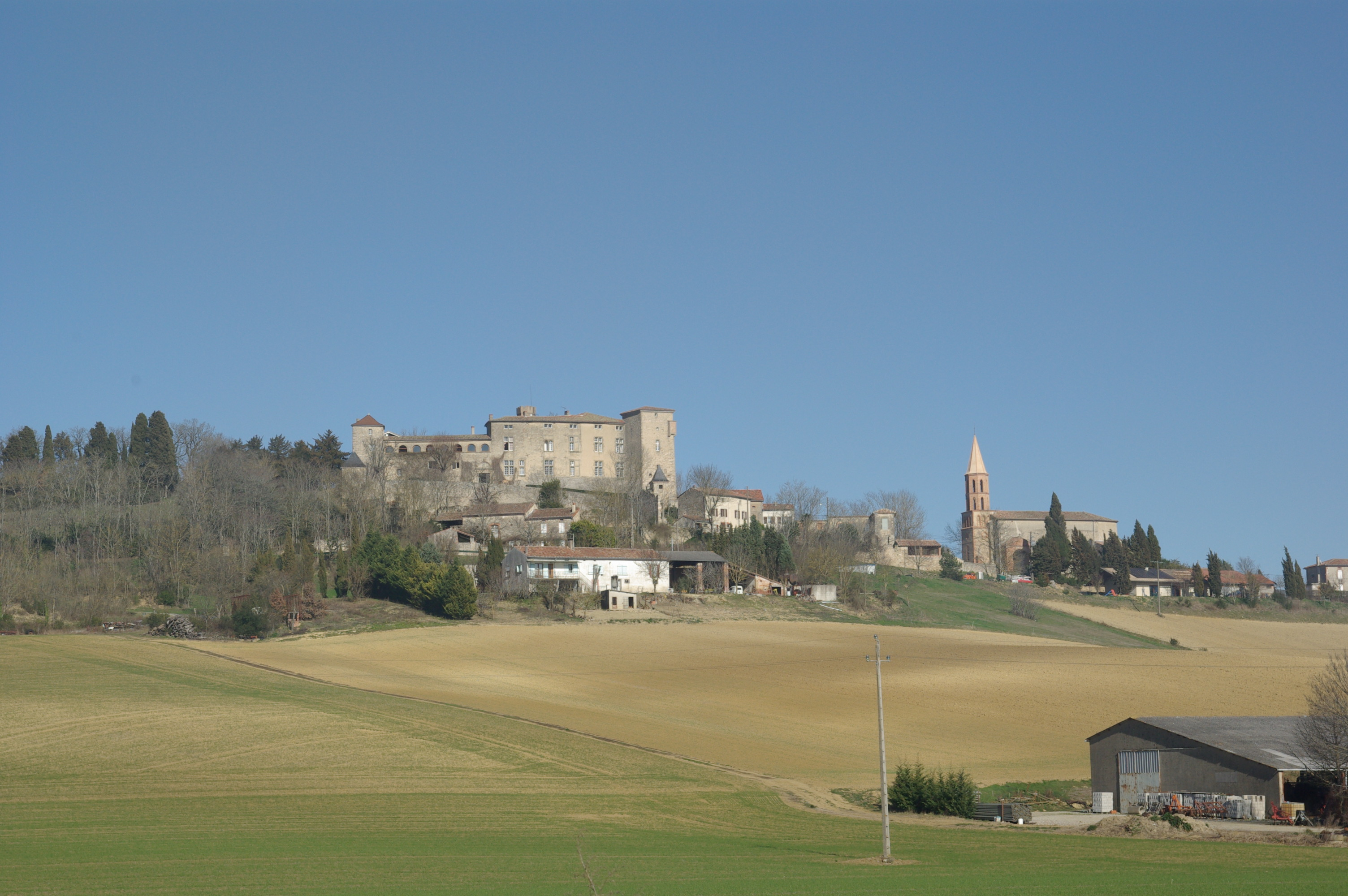
Монже
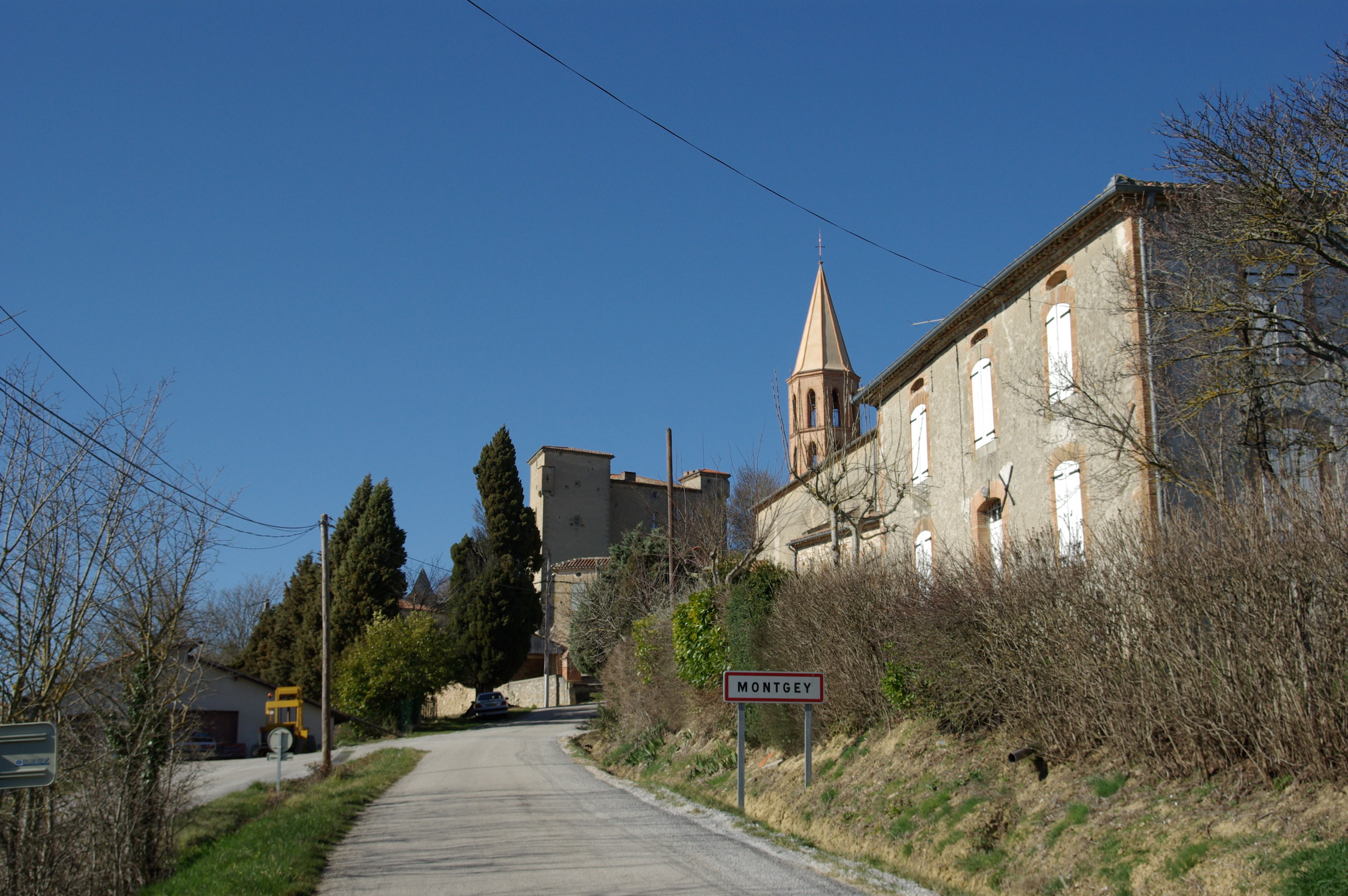
Въезд в Монже
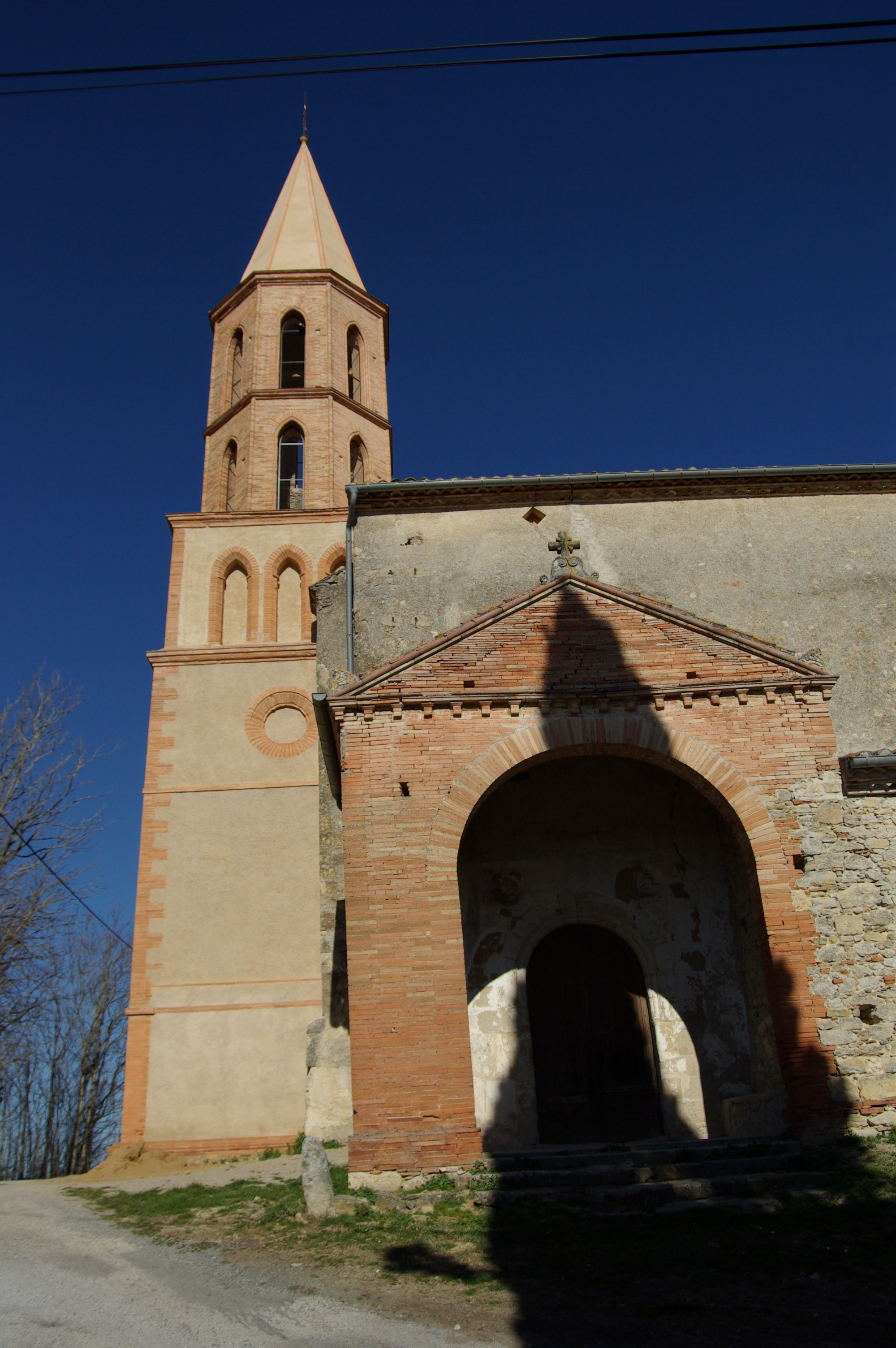
Церковь Св. Варфоломея
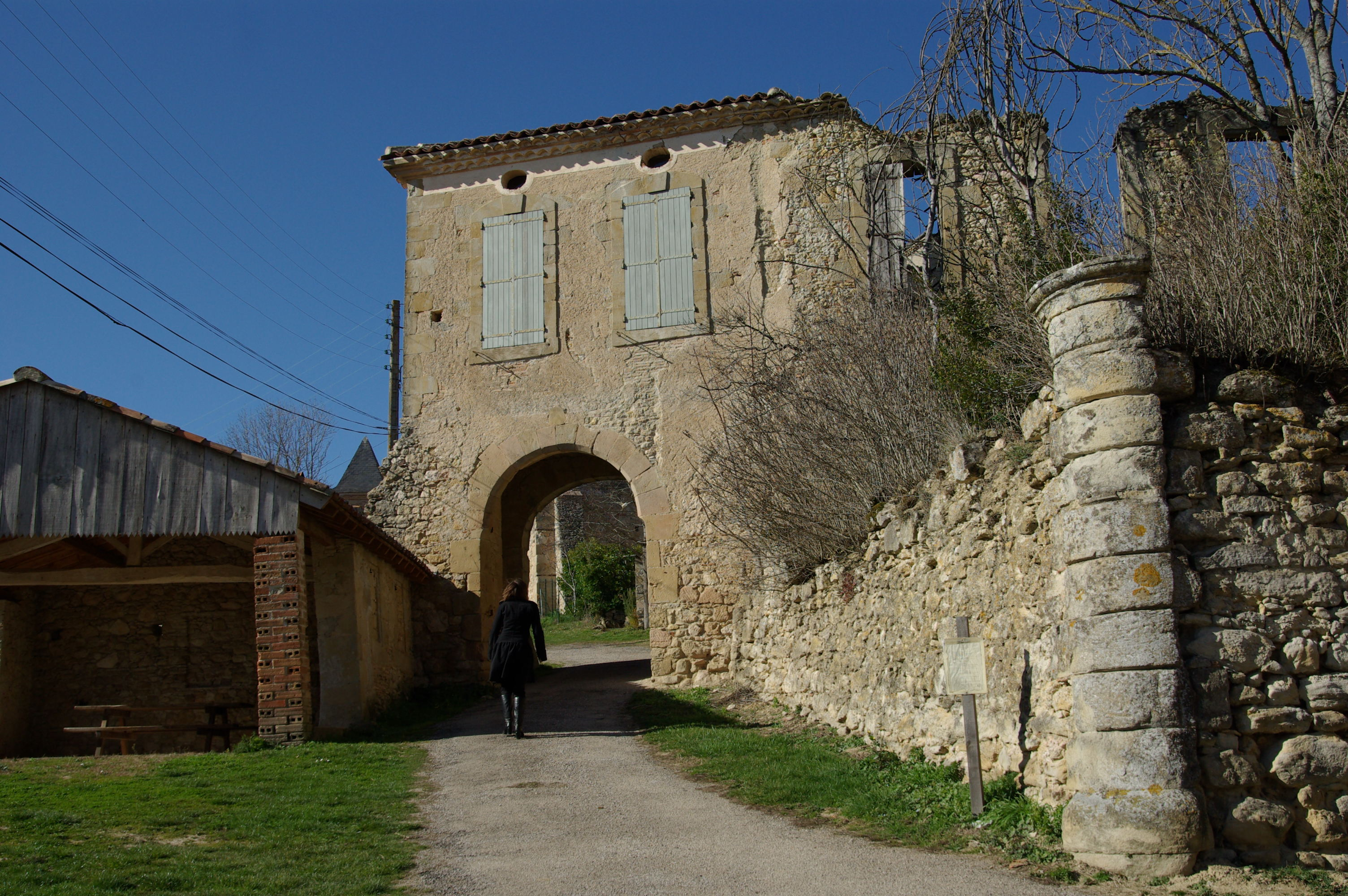
Замок Монже
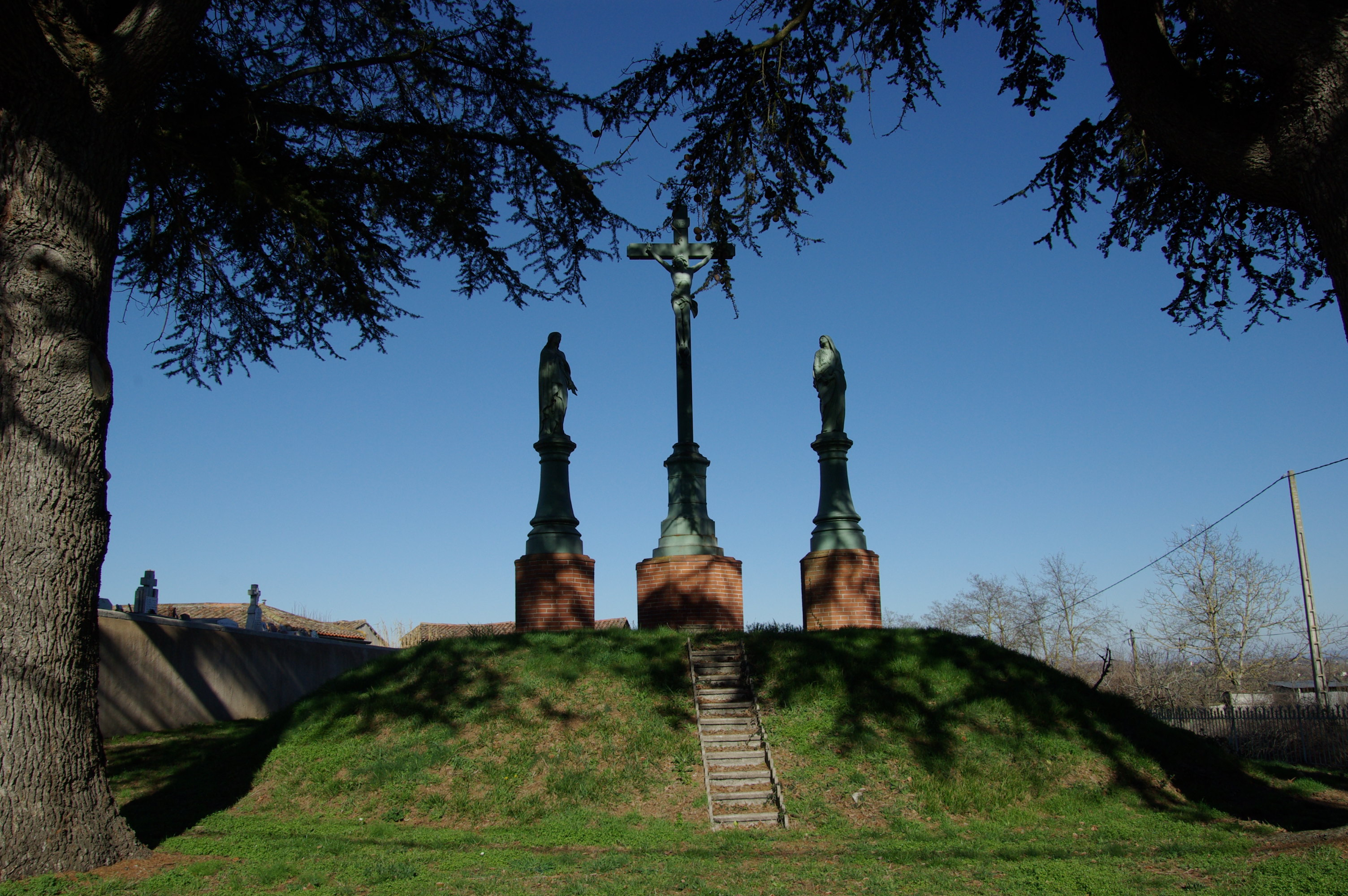
Военный мемориал
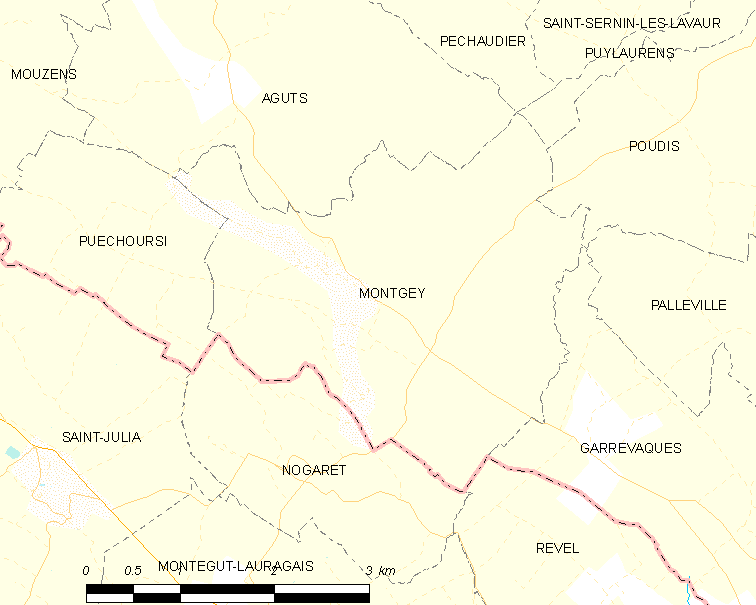
Карта коммуны